# 拉白乡
拉白乡（羅馬化：lat bip），是中华人民共和国四川省凉山彝族自治州越西县曾经下辖的一个乡。2021年1月12日，撤销拉白乡、乐青地乡和贡莫乡，设立贡莫镇。以原拉白乡、原贡莫乡和原乐青地乡地各村、尔普村、寒林村、罗波科村、青地村、瓦曲村所属行政区域为贡莫镇的行政区域。

## 行政区划
拉白乡撤销前下辖以下地区：
泥洪洛村、达洛村、拉白村和嘎祖库村。